# Jean Dumesnil
Pour les articles homonymes, voir Dumesnil.
Jean Dumesnil, est un cardiologue, chercheur et professeur québécois né à Montréal en 1944 et mort à Québec le 22 novembre 2022. Il s'est distingué notamment par ses travaux sur les dilatations coronariennes et l'échocardiographie-Doppler.